# Jailton Nunes de Oliviera
Jailton Nunes de Oliviera (30 januari 1974), ook wel kortweg Jailton genoemd, is een voormalig Braziliaans voetballer.

## Carrière
Jailton speelde in 1999 voor Bellmare Hiratsuka.